# Oberhergheim
Oberhergheim là một xã ở tỉnh Haut-Rhin trong vùng Grand Est ở đông bắc Pháp. Xã này có diện tích 19,86 km², dân số năm 1999 là 1188 người. Khu vực này có độ cao 202 mét trên mực nước biển.